# Růžový šum
Růžový šum  ukázka také známý jako „1/f šum“ nebo „kmitající šum“ je signál nebo proces jehož výkonová frekvenční hustota je přímo úměrná převrácené hodnotě frekvence. Svými vlastnostmi leží růžový šum mezi šumem bílým a červeným, tomu odpovídá i jeho název.

## Popis
Energie je stejná v stejně širokých pásmech v logaritmických souřadnicích, např. ve všech oktávách. Při zdvojnásobení frekvence klesne energie o 3 dB. 

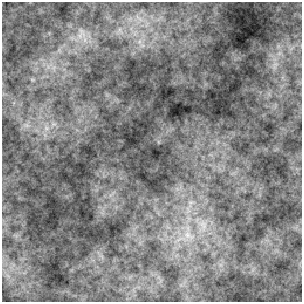
Dvourozměrný šedotónový obrázek s růžovým šumem, vygenerovaný počítačovým programem

Lidský sluchový systém, který používá zhruba logaritmický koncept frekvencí zaokrouhlený Barkovou stupnicí, si nevšimne všech slyšitelných frekvencí se stejnou citlivostí; signály okolo 1 kHz se zdají být nejhlasitější a „nejhlasitější“ z ostatních frekvencí se zdají být sníženy jako frekvenční změny od 1 kHz „vrcholu“. Ale lidé mohou stále rozpoznávat mezi bílým a růžovým šumem snadno. Grafický ekvalizér také rozděluje signál do skupin logaritmicky a zobrazuje výkon po oktávách; zvukoví inženýři testují systémy růžovým šumem, aby zjistili, zda reagují na všech frekvencích ve využitelném spektru.
Z praktického pohledu je vyprodukování pravého růžového šumu nemožné, protože energie takového signálu by byla nekonečná.To znamená, že energie růžového šumu v jakékoli frekvenci z intervalu <f1;f2> je úměrná log(f2/f1) a jestliže f2 je nekonečné, je nekonečně velká i energie. Obdobně energie růžového šumu by byla nekonečná pro f1= 0. To není překvapení, protože signál obsahující frekvence dolů k nule se rozšiřuje do nekonečna v čase.
V praxi může být šum růžový jen v určitém intervalu frekvencí. Pro f2 je pak horní limit frekvencí měřitelný. V elektronice bude ve frekvenci zlomu bílý šum v každém případě silnější než růžový šum. Zajímavé je, že není známa spodní hranice pro růžový šum v elektronice. Měřící technika schopná zaznamenat frekvence do 10−6 Hz (takové měření trvá několik týdnů) neukázala ukončení růžového šumu. Proto se může prohlásit, že v elektronice může být šum růžový až do f1= 1/T , kde T je čas kdy je zařízení zapnuto.
Jeden významný parametr šumu je, že jeho nejvyšší bod v závislosti na odhadovaném obsahu energie (nebo Crest faktor) nemůže být určen pro růžový šum, protože to závisí na f1, a proto na čase, po který zařízení běží.

## Výskyt
1/f šum se vyskytuje v mnoha fyzikálních, biologických a ekonomických systémech. Ve fyzice je v některých meteorologických datových odděleních, elektromagnetických radiačních výstupech některých astronomických institucí a nejvíce v elektronických zařízeních. V biologických systémech je v rytmech bití srdce a statistikách sekvencí DNA. Růžový šum můžeme také nalézt v mnoha elektrických pochodech lidského mozku. Ve finančních systémech je částo označován jako efekt dlouhé paměti.

## Původ
Je mnoho teorií o původu 1/f šumu. Některé teorie se snaží být univerzální, zatímco jiné jsou použitelné jen na určitý typ materiálu jako např. polovodiče. Univerzální teorie 1/f šumu stále podléhají výzkumu.
Růžový šum může vzniknout z bílého šumu, který prošel přes určitou dolní propust. Vyskytuje se tedy v systémech s bílým šumem, které mají jistou časovou konstantu.